# Македонська волость
Македонська волость (первісно Потапецька) — історична адміністративно-територіальна одиниця Канівського повіту Київської губернії з центром у селі Македони.
Станом на 1886 рік складалася з 9 поселень, 11 сільських громад. Населення — 7839 осіб (3820 чоловічої статі та 4019 — жіночої), 1007 дворових господарств.
|                     | Площа, десятин | У тому числі орної, дес. |
| ------------------- | -------------- | ------------------------ |
| Сільських громад    | 5718           | 4855                     |
| Приватної власності | 6470           | 4484                     |
| Іншої власності     | 241            | 218                      |
| Загалом             | 12429          | 9557                     |

Основні поселення волості:
- Македони — колишнє власницьке село при річці Шевелиха за 46 верст від повітового міста, 1656 осіб, 223 дворів, православна церква, школа, 2 постоялих будинки.
- Дударі — колишнє власницьке село, 398 осіб, 66 дворів, каплиця, школа, 2 постоялих будинки.
- Малі Прицьки — колишнє власницьке село, 661 особа, 83 двори, православна церква, школа, постоялий будинок.
- Онацьки — колишнє власницьке село при струмкові, 311 осіб, 34 двори, постоялий будинок.
- Півці — колишнє власницьке село при струмкові, 731 особа, 102 дворів, православна церква, школа, постоялий будинок, лавка, бурякоцукровий будинок із лікарнею.
- Пищальники — колишнє власницьке село при струмкові, 962 особи, 147 дворів, православна церква, школа, 2 постоялих будинки.
- Потапці — колишнє власницьке село при струмкові, 846 осіб, 104 двори, православна церква, школа, постоялий будинок.
- Тулинці — колишнє власницьке село при струмкові, 1469 осіб, 179 дворів, православна церква, школа, постоялий будинок.

Наприкінці XIX сторіччя Потапецьку волость перейменовано на Македонську.
Старшинами волості були:
- 1909—1910 роках — Матей Іванович Горбич[2],[3];
- 1912—1915 роках — Назарій Зіновійович Гапон[4],[5],[6].